# الكوله (عمران)
الكوله هي إحدى قرى الجمهورية اليمنية. وهي تتبع جغرافيًا لمحافظة عمران. وإداريًا لمديرية العشة. يبلغ تعداد سكانها 1483 نسمة حسب الإحصاء الذي جرى عام 2004.